# 塩浜機関区
塩浜機関区（しおはまきかんく）は、神奈川県川崎市川崎区の川崎貨物駅構内にある神奈川臨海鉄道の機関車が所属する車両基地である。川崎地区にある浮島線、千鳥線、水江線などの貨物輸送を支えている。
かつては川崎地区の機関士も所属していたが、現在は川崎貨物駅の所属となっている。

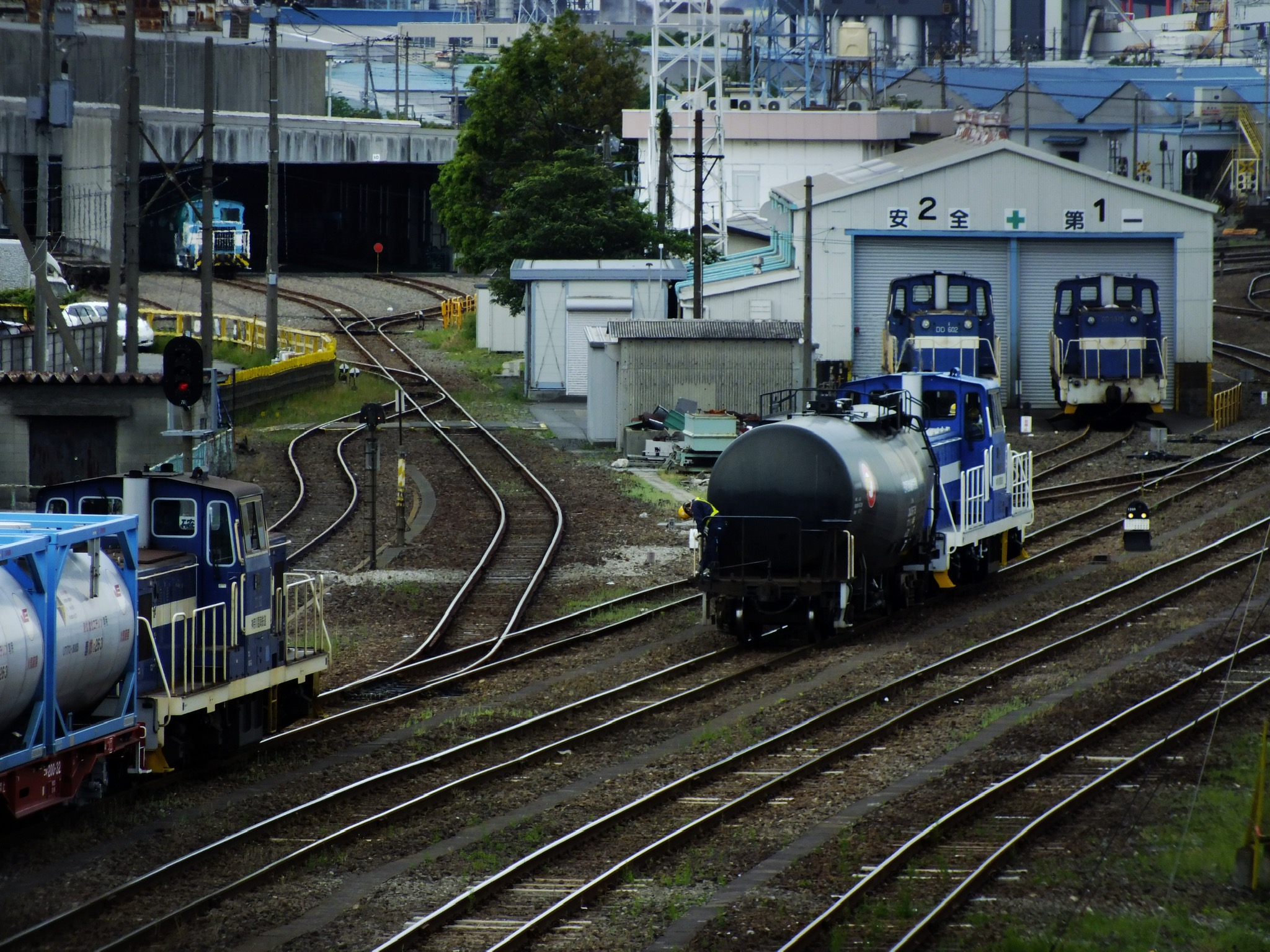
神奈川臨海鉄道の塩浜機関区をいつくしま跨線橋から俯瞰

## 配置車両に表示される略号
「塩機」…塩浜を意味する「塩浜」から構成される。

## 配置車両
DD55形ディーゼル機関車とDD60形ディーゼル機関車が配置され、浮島線、千鳥線のほか川崎貨物駅構内での入換にも使用される。
- DD55形ディーゼル機関車

4両が配置されている。
- DD60形ディーゼル機関車

3両が配置されている。